# (2812) Scaltriti
(2812) Scaltriti est un astéroïde de la ceinture principale.

## Description
(2812) Scaltriti est un astéroïde de la ceinture principale. Il fut découvert le 30 mars 1981 à la station Anderson Mesa par Edward L. G. Bowell. Il présente une orbite caractérisée par un demi-grand axe de 2,22 UA, une excentricité de 0,09 et une inclinaison de 6,8° par rapport à l'écliptique.

## Compléments